# Fundacja Konrada Adenauera
Fundacja Konrada Adenauera (niem. Konrad-Adenauer-Stiftung) – niemiecka organizacja pozarządowa. Jest fundacją polityczną o profilu chadeckim, powiązaną z CDU. Fundacja jest uważana za czołowy niemiecki think tank i jeden z najbardziej wpływowych ośrodków analitycznych na świecie.
Od 1 stycznia 2018 roku funkcję przewodniczącego pełni były przewodniczący Bundestagu Norbert Lammert.

## Działalność
Założona została w roku 1955 jako Gesellschaft für christlich-demokratische Bildungsarbeit (Towarzystwo Chrześcijańsko-Demokratycznej Pracy Wychowawczej). Od 1964 roku nosi imię Konrada Adenauera – pierwszego kanclerza RFN i przewodniczącego CDU. 
Fundacja organizuje liczne spotkania, konferencje i wystawy oraz prowadzi programy stypendialne dla uzdolnionej młodzieży z Europy Środkowo-Wschodniej i krajów rozwijających się. Pozostaje w bliskim kontakcie z ponad 10 tysiącami uczniów. W swojej bibliotece zgromadziła ponad 157 tysięcy publikacji z zakresu nauk politycznych i historii najnowszej.
Fundacja Konrada Adenauera posiada około 80 przedstawicielstw w innych krajach. Od listopada 1989 roku jej polski oddział, znany jako Fundacja Konrada Adenauera w Polsce, ma swoje biuro w Warszawie. Obecnie ma siedzibę w warszawskiej dzielnicy Mokotów. 
Partnerami KAS w Polsce są m.in. Polska Fundacja im. Roberta Schumana, Instytut Spraw Publicznych, Instytut Studiów Strategicznych, Centrum Stosunków Międzynarodowych, Fundacja im. Kazimierza Pułaskiego, Fundacja Współpracy Polsko-Niemieckiej, Fundacja Krzyżowa, Europejskie Centrum Solidarności.
Fundacja kontynuowała swoją działalność również na terenie Rosji po wprowadzeniu tam w 2012 roku ustawy o agentach zagranicznych. W 2013 rosyjskie służby zarekwirowały komputery z siedziby Fundacji w Sankt Petersburgu, co przyczyniło się do kryzysu dyplomatycznego w stosunkach między Rosją i Niemcami.

## Placówki

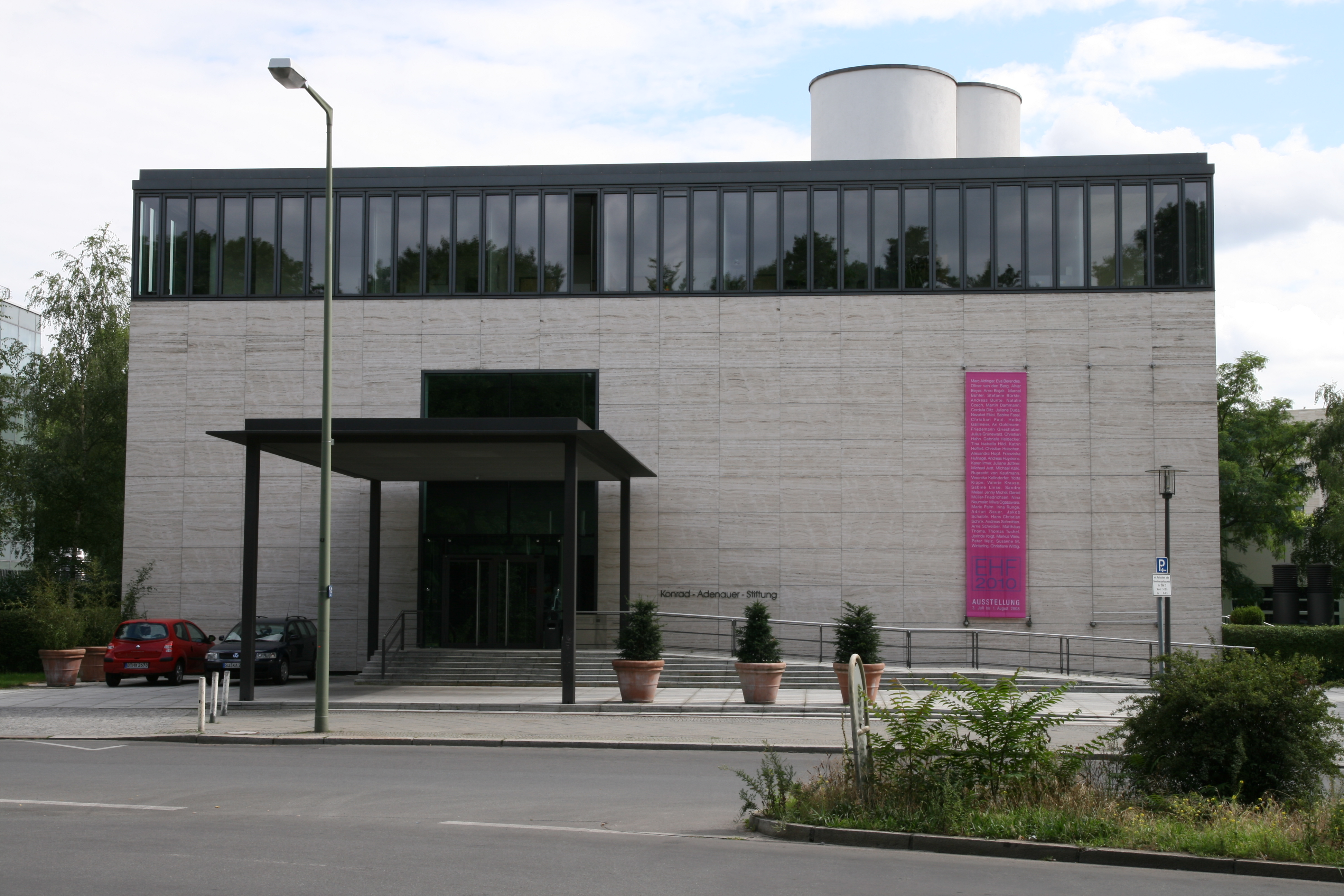
Siedziba KAS w Berlinie

Siedziba Fundacji mieści się w Berlinie, gdzie od 1998 roku Fundacja utrzymuje również Akademię jako centralne miejsce wydarzeń. W zakresie edukacji politycznej istnieje 18 forów edukacji politycznej i biur regionalnych w całych Niemczech. Villa La Collina, wieloletni dom wakacyjny Adenauera w Cadenabbia nad jeziorem Lago di Como, służy obecnie jako międzynarodowe centrum konferencyjne. 
W dawnej siedzibie w Sankt Augustin w pobliżu dawnej stolicy federalnej Bonn mieści się Archiwum Chrześcijańsko-Demokratycznej Polityki, które indeksuje i bada historię chrześcijańskiej demokracji w Niemczech i Europie. Obejmuje to 17.500 metrów bieżących materiałów pisanych, nowoczesne media oraz bibliotekę specjalną z około 157.000 tytułów. 

## Przewodniczący
- 1955–1958: Bruno Heck
- 1958–1964: Arnold Bergstraesser
- 1964–1968: Alfred Müller-Armack i Franz Thedieck
- 1968–1989: Bruno Heck
- 1989–1993: Bernhard Vogel
- 1993–1995: Gerd Langguth (jako p.o. przewodniczącego)
- 1995–2001: Günter Rinsche
- 2001–2009: Bernhard Vogel
- 2010–2017: Hans-Gert Pöttering
- od 2018: Norbert Lammert

## Finansowanie
Fundacja niemalże w całości (98,3%) finansowana jest ze środków publicznych (wpłaty rządu federalnego i krajów związkowych), pozostałe wpływy (0,95%) pochodzą z opłat uczestników, oraz darowizn prywatnych (0,15%).